# Решоринг
Решоринг (англ. reshoring) — процес повернення до країни виробництва, що раніше було перенесене в країни з дешевшою робочою силою. Процес, протилежний до офшорінгу, який панував у світовій економіці з 1980-х років. Причинами решорингу називають здорожчання робочої сили в країнах Азії та технологічний розвиток, а подією, що дала поштовх до нього — початок у 2007 році Великої рецесії.
Піонерами та лідерами в процесі решорингу вважають Сполучені Штати Америки, при цьому виробництво до США переносять не лише з Третього світу, але й країн «ядра» капіталістичної світ-системи. За даними The Reshoring Initiative за 2010—2016 роки до США було перенесено понад 230 000 робочих місць: з КНР — 79 540; з Німеччини — 54 306; з Японії — 35 292; Мексики — 19 399; з Канади — 15 787; Швейцарії — 10 947; Південної Кореї — 10 821.